# Gente Valiente
Gente Valiente es el undécimo álbum musical del cantante colombiano de música vallenata Silvestre Dangond. La obra fue editada por Sony Music Latin el 3 de febrero de 2017.

## Lista de canciones
| N.º | Título                                   | Escritor(es)                                                   | Duración |  |
| 1.  | «Ya No Me Duele Mas»                     | Andrés Castro, Edgar Barrera, Guianko Gómez, Silvestre Dangond | 3:48     |  |
| 2.  | «Materialista ft. Nicky Jam»             | Frank Santofimio, Nacho                                        | 3:11     |  |
| 3.  | «Es Mentira»                             | Andrés Castro, Guianko Gómez, Silvestre Dangond                | 3:22     |  |
| 4.  | «Lo Que A Mi Me Gusta»                   | Andrés Castro, Edgar Barrera, Guianko Gómez, Silvestre Dangond | 3:20     |  |
| 5.  | «Lola»                                   | Andrés Castro, Guianko Gómez, Silvestre Dangond                | 3:12     |  |
| 6.  | «Demasiado Tarde»                        | Kany García, Pablo Preciado, Román Torres                      | 3:52     |  |
| 7.  | «Alucinaciones»                          | Julio Oñate Martínez                                           | 3:58     |  |
| 8.  | «Ella»                                   | Silvestre Dangond                                              | 3:18     |  |
| 9.  | «Somos Culpables»                        | Edgar Barrera, Guianko Gómez                                   | 3:39     |  |
| 10. | «Vivir Sin Ti Es Imposible»              | Omar Geles                                                     | 2:47     |  |
| 11. | «Por Un Beso De Tu Boca»                 | Jhon Mindiola, Silvestre Dangond                               | 3:15     |  |
| 12. | «Te Como A Besos»                        | Wilfran Castillo                                               | 3:41     |  |
| 13. | «Yo Solo Quiero»                         | Omar Geles                                                     | 3:14     |  |
| 14. | «Ya No Me Duele Mas (Remix) ft. Farruko» | Andrés Castro, Edgar Barrera, Guianko Gómez, Silvestre Dangond | 3:39     |  |